# چین در المپیک تابستانی ۱۹۸۸
چین در بازی‌های المپیک تابستانی ۱۹۸۸ که در شهر سئول کره جنوبی برگزار شد، کاروان چین با ۲۷۳ ورزشکار در این رقابت‌ها شرکت کرد و موفق به کسب ۲۸ مدال (۵ طلا، ۱۱ نقره، ۱۲ برنز) شد. در جدول رتبه‌بندی توزیع مدال‌ها، چین در ردهٔ ۱۱ مسابقات قرار گرفت.